# Ken'ichi Sonoda
Kenichi Sonoda (園田 健一, Sonoda Ken'ichi) (Takaishi, 13 dicembre 1962) è un fumettista, illustratore e character designer giapponese.

## Carriera
Sonoda comincia la propria carriera nel 1984 come character designer alla Artmic, dove lavora in due delle serie OAV più popolari degli anni ottanta, Gall Force e Bubblegum Crisis. 
Nel 1991 comincia a lavorare al suo primo, e più importante, manga, Gunsmith Cats (vincitore di un Harvey Award), che sospende nel 1997 per dedicarsi a tempo pieno al suo nuovo progetto Cannon God Exaxxion. Dopo aver concluso Cannon God Exaxxion nel 2004, Sonoda ha ricominciato a lavorare al sequel di Gunsmith Cats, dal titolo Gunsmith Cats Burst.
La sua passione, tra l'altro dichiarata, per le armi da fuoco si manifesta nella cura maniacale che dedica al disegno delle pistole nei propri lavori.